# 田町 (高松市)
田町（たまち）は、香川県高松市中心部の町丁。郵便番号は760-0053。住居表示に関する法律に基づく住居表示は実施されていない。

## 地理
高松市役所より0.7km、高松市中心部の都心に位置し、高松中央商店街を成す田町商店街（市道丸亀町栗林線）を挟んだ西側と東側を町域とする南北に長い両側町である。当町の全域を占める田町商店街は南北に延びた全長約400mのアーケード付き自転車歩行者専用道路で買い物客や通行人が行き交うほか、かつて高松城下を中心とした五街道のうち、仏生山街道と琴平街道がこの道筋を経由しており、常磐橋（現・丸亀町ドームの北側）から当町を南進して栗林町で分岐の後、それぞれ仏生山及び琴平へ延びていた。
2015年国勢調査による人口は360人（男161人/女199人）、世帯数は197世帯、面積は3万8218.19m2、人口密度は9415.6人/km2。公立小学校・中学校の校区は全域が新番丁小学校・紫雲中学校に属している。
町内における都市計画法に基づく用途地域は全域が商業地域で、容積率は観光通りを挟んだ南北の街区が600%、それ以北が500%、以南が400%である。

## 歴史
城下町形成当時はまだ中ノ村に属し、田圃の中にあったことからこの町名が付いたという。
寛永年間頃、当地内で罪人の首が曝されたという。当町の名は1640年（寛永17年）高松城下絵図には現れないが、1752年（宝暦2年）絵図に現れる。当町の南端は城下町から南へ向かう街道（金毘羅街道・仏生山街道）の出入口にあたり、大手三か所の一つの番所が置かれていた。当町出身の画家黒田綾山は南海綾山と号し、丹波篠山藩に仕え、後に備中玉島に移り1814年（文化11年）に死去した。1822年（文政5年）他国産の紙の輸入が禁止されたことにより、それまで20人に限定されていた御国産紙荷売仲買人が15人増えることになった。その中に当町の中屋佐五右衛門と吉田屋佐助の名が見え、彼らに御国産紙の一手取扱権が与えられた。町内にある琴平神社は大物主命元を祀り、かつて小田裏金毘羅大権現と称されていたが創立年は不詳である。
1890年（明治23年）2月15日にはそれまで城下町各町の集合体であった高松の区域を以って市制を施行して高松市が成立し、南新町はその一部となった。1897年（明治30年）頃当町には商家や職人が106軒、その業種は45種に上り、うち売薬商6、諸紙商5、穀物商6、八百屋物商6、小間物商5、傘商4であった。これは当時の高松市内で最多で、市全体でそれぞれの営業軒数は41、38、65、47、33、21であったことから、これら業種の当町への集中は顕著である。売薬商の一人に平野宗三が挙げられているが、平野家は初代高松藩主松平頼重の家臣で、3代目の時に武士を廃して売薬商となり、「ハリマヤ甚右衛門」と名乗る。家伝の「万宝振り出し薬」は有名だったという。
1945年（昭和20年）7月4日未明にはアメリカ軍による無差別絨毯爆撃「高松空襲」を受け、町内全てが灰燼に帰した。空襲で壊滅的な被害を受けた高松市中心部では大部分で土地区画整理事業（戦災復興土地区画整理事業）が施行され、田町でも第一工区一次として区画整理の対象となり、町内の多くの街路が拡張・改良された。この区画整理事業の完工となる換地処分公告は1958年（昭和33年）7月10日である。その翌日の7月11日を以って、当町北部が亀井町及び南新町、東部が常磐町一～二丁目及び観光通一～二丁目へ編入され、同時に西新通町東部並びに中新町の一部を当町に編入した。
1957年（昭和32年）、当町商店街にアーケードが完成し、開通式が行われた。

## 主要施設
掲載順は地番の順序による
- 高松北警察署田町警備派出所
- スーパーホテル高松・田町
- セガミ田町店
- マルナカ田町店
- はなまるうどん本社・田町店